# Велики пост
Велики пост или Васкршњи пост је један од великих и најважнијих постова код хришћана, а упражњава се тачно 48 дана пред празник Васкрс према јулијанскоме календару. Овај пост је покретан, тј. мења се из године у годину. Године 2025 ће бити од 3. марта до 19. априла (по грегоријанскоме календару).
Углавном се пости на води и риба је забрањена осим старима и онима који физички нису у стању да посте (болесни, деца итд.), односно они који су добили благослов свештеника да могу да користе уље и рибу. Пост се за све развезује на уље викендом и приликом великих празника као што су Света четрдесеторица мученика (Младенци), а само на Благовести и Цвети је дозвољено јести рибу. „Прва три дана прве недеље Великог поста од старине се посте посебно строго. Исто и последња недеља поста коју постимо 'на води', осим Велики Четвртак на који разрешавамо на уље и вино. На Велики Петак се уздржавамо од јела и пића све до изношења плаштанице, до 3 сата поподне, после чега се узима лаган оброк 'на води'. Строго постимо и Велику Суботу као једину посну суботу у току године.”
Овај пост назива се Великим, и због посебне важности и због своје дужине. Састоји се од Свете четрдесетнице и Страсне седмице. Поред ових назива, одомаћен је и назив Часни пост или Света четрдесетница,  
Четрдесетница је установљена, од стране Цркве, ради подражавања 40-дневног поста и молитве Господа Исуса Христа, које је он држао – после свога крштења, удаљивши се у пустињу – пред своје ступање на проповед Јеванђеља.
Циљ поста јесте очишћење душе и тела од телесних и душевних страсти, и прослављење Бога и његових светитеља. Састоји се у уздржању од мрсне хране, уздржавању од злих мисли, жеља и дела, умножавању молитава, доброчинстава и расту свих јеванђелских врлина. Намера је да се обузда сластољубље и стомакоугађање, и човек ослободи од тираније душевних страсти и злих помисли, и тако припреми за чисту и сабрану молитва и стицање хришћанских врлина. На овај начин хришћанин тежи да стекне и продуби заједницу са живим Богом.
Шест недеља поста (четрдесетнице) су: 
- Чиста седмица или Недеља православља слави победу над иконоборством и успомену на поновно успостављање поштовања икона 843. године, у време царице Теодоре и патријарха Методија.
- Пачиста седмица. или Хрома седмица посвећена је успомени на светог Григорија Паламу, који је учио да људи постом и молитвом могу постати учесницима нестворене божанске енергије
- Крстопоклона седмица, јер се верницима који су ступили у подвиг поста, износи Часни крст на јутрењу на поклоњење и целивање.
- Средопосна седмица, јер је то време средине поста. Пета недеља поста се назива
- Глувна седмица у току те недеље се не пева, не игра и не свира, а послови се не започињу и
- Цветна седмица тако је названа по цвећу и зеленим гранчицама које су деца и грађани бацали пред Христа при Његовом уласку у Јерусалим.

Иза Св. четрдесетнице, која се завршава у петак Шесте седмице поста, долази пост Страсне седмице или Велике седмице, посвећен учествовању у страдањима и смрти Господа Христа, по заповести његовој да ће „доћи… дани кад ће се отети Женик од њих, и онда ће постити у оне дане“ (Лк 5, 35).